# Oleg Besov
Oleg Vladimirovich Besov (em russo:  Олег Владимирович Бесов; Moscou, 1933) é um matemático russo.
Foi palestrante convidado do Congresso Internacional de Matemáticos em Nice (1970).

## Publicações selecionadas
- com Valentin Petrovich Ilʹin e Sergeĭ Mikhaĭlovich Nikolʹskiĭ: Integral representations of functions and imbedding theorems. Vol. 1. V. H. Winston & Sons, 1978. Vol. 2, 1979.[3]

## References
1. ↑  Генеральный алфавитный каталог книг на русском языке (1725 - 1998) #27, Генеральный алфавитный каталог книг на русском языке (1725 - 1998) #28. nlr.ru
2. ↑  Besov, O. V. "Théorèmes de plongement des espaces fonctionnels." Congrès int. des Math., Nice, Tome 2 (1970): 467–473.
3. ↑  Krantz, Steven G. (1980). «Review: Integral representations of functions and imbedding theorems by Oleg V. Besov, Valentin P. Il'in and Sergei M. Nikol'skiĭ». Bull. Amer. Math. Soc. (N.S.). 2 (1): 216–222. doi:10.1090/S0273-0979-1980-14727-8